# 女性作家参政権連盟

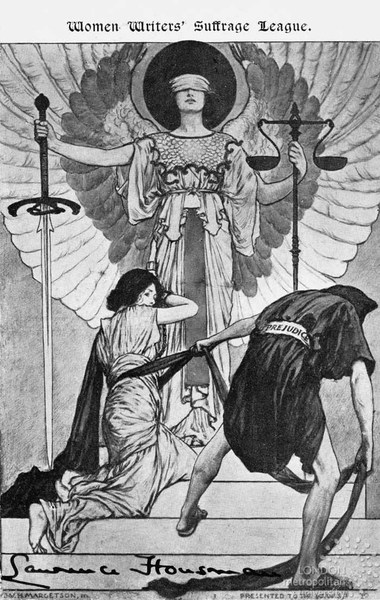
女性作家参政権連盟のポストカード（ウィリアム・ヘンリー・マーゲットソン画）

女性作家参政権連盟（じょせいさっかさんせいけんれんめい、英: Woman Writers' Suffrage League、略称: WWSL）は、女優で作家のシスリー・ハミルトンと女優でジャーナリストのベッシー・ハットンにより1908年に結成されたイギリスの団体である。この団体は「男性のみに与えられているかもしれない、もしくは与えられているのと同等の条件で女性の議会参政権を手に入れたい。女性作家が参政権を得る最も相応しい方法とはペンを用いることである」と表明した。文学結社というよりは寧ろ作家集団と考えられた。会員資格は文芸的な功績に基づくものではなかったが、その代わりとして著作を発表したり販売したことがある人は誰でも会員の資格が与えられていた。また会員は2シリング6ペンスの年会費を支払っていた。この連盟は参政権を支持することを条件にあらゆる性別、階級、ジャンル、および政治的信念を持つ作家を受け入れた上で歓迎した。1911年までに保守派、自由主義者、社会主義者、熱心に働く女性達、および軍人達によって構成された 。1918年2月に30歳以上の女性達に投票権が与えられる「国民代表法案」が可決したことを受けて、1919年1月24日に連盟は解散した。
連盟の事務局はオックスフォード街・ベルヌ街西53番地に位置していた。
この団体は女性を主流から排斥する作品を読んで見直した上で、男性中心主義への嫌悪を明らかにさせた。彼らは社会に潜む最新の課題を話し合い、共通の結論へと達した。会合の後、何が起きているのかを人民が気づくことができるようにこれらの課題を公表したのである。彼らは文学を通じて政治や社会の変化に影響力を与えようとしたのである。

## 活動記録
女性作家参政権連盟には政治的な活動領域を越えてしまった会員がいたが故に、一部の政治的デモには参加しなかった。女性作家参政権連盟の活動記録には以下のようなものがあった。
- 年間総合会議[2]
- 会員の自宅やホテル、事務所などで開催されたホームパーティでの女性作家参政権連盟の目標や活動内容の話し合い[3]
- 女優参政権連盟（英語版）合同の演劇や野外劇[3]
- 女性社会政治連合（英語版）のブックストールを含めた資金調達のためのパーティ[3]
- 優秀な選挙文学向けの文学コンテスト[3]
- エリザベス・ロビンス（英語版）、ベッシー・ハットン、ベアトリス・ハラデン（英語版）によるロンドンのエンデール街にある軍病院での図書館開設[5]

100名以上の女性作家参政権連盟会員が1908年6月21日に開催された「グレート・デモンストレーション」でデモ行進を行った。このデモ行進は女性社会政治連合が主催したものである。女性作家参政権連盟の会員は羽ペンが描かれた緋色と白色のバッジを装着した。また会員は1910年7月と1911年6月のデモ行進にも参加した。

## 新聞への寄稿
女性作家参政権連盟会員は以下の新聞に寄稿した。
- 投票
- 公共団体
- 婦人参政権論者
- 女性参政権
- ウィーメンズ・サフリジ・ニュース
- ウィーメンズ・サフリジ・ジャーナル（英語版）
- ウィーメンズ・サフリジ
- 女性参政権連盟
- ジ・インデペンデント・サフラジェット

また会員達は参政権に反対する保守系新聞の論説で公開討論を行おうとした。女性作家参政権連盟の初代会長であるエリザベス・ロビンスはタイムズ紙上で参政権反対派のメアリー・オーガスタ・ワードに対抗して、その動機を弁明したことで有名になった。

## 演劇
女性作家参政権連盟は女優参政権連盟とともに以下の演劇を上演した。
- 如何にして投票が勝利したか[7]
- 女性のための投票[7]
- 偉大なる女性の野外劇[7]
- チッキー夫人の歓談[8]
- プレス・カッティング[8]

女優参政権連盟と協力して作品、野外劇や見世物を構成し、シェイクスピアの作品に女性の資質を結びつけることでシェイクスピアに対する尊敬の念に報いるものもあった。ベアトリス・ハラデンとベッシー・ハットンが脚本を担当した『シェイクスピアの夢』という劇では、シェイクスピア作品の登場人物（ポーシャ、ヴィオラ、ペルディタ、マクベス夫人、ロザリンド、ケイト、ベアトリス、パック、アリエル、クレオパトラ）が眠れる詩人の元を訪れて花を贈り、有名な台詞を朗読している。

## 終焉
1918年、30歳以上の女性に投票権を与える国民代表法案が可決した。この法案は女性作家参政権連盟が表明した「女性に男性と同等の参政権を獲得させる（この法案では21歳以上の男性に参政権が与えられた）」という目標を満たすものではなかったが、結局のところ連盟は1919年1月24日に解散している。

## 著名会員
女性作家参政権連盟には100名以上の会員がおり、その中には著名な女性参政権論者の作家も含まれる。
- エリザベス・ロビンス - 初代会長
- マリー・ベロック・ラウンズ（英語版） - 副会長
- マーガレット・ネヴィンソン（英語版） - 会計
- シスリー・ハミルトン
- ベッシー・ハットン
- ベアトリス・ハラデン
- メイ・シンクレア（英語版）
- アリス・メネル（英語版）
- オリーヴ・シュライナー（英語版）
- サラ・グランド（英語版）
- ヴァイオレット・ハント
- エディット・エリス
- エヴェリン・シャープ（英語版）
- ガートルード・ワーデン（英語版）
- エミリー・モース・シモンズ
- マドレーヌ・ルセット・ライリー（英語版）[2]

また連盟の名誉会員として男性が積極的に参加したことも、女性作家参政権連盟が20世紀末における女性解放論者の文芸団体から区別されることになった。